# Forest Whitaker
Forest Steven Whitaker Embaixador(a) da boa vontade da UNESCO (Longview, 15 de julho de 1961) é um ator, produtor e diretor de cinema americano, ganhador do Oscar de melhor ator por sua performance como o ditador Idi Amin, de Uganda, no filme The Last King of Scotland. Célebre pelo intenso trabalho de estudo dos personagem que fez em filmes como Bird e Ghost Dog: The Way of the Samurai, e por seu papel como Rawlins no filme O Grande Dragão Branco e na premiada série de televisão policial The Shield como o ex-tenente da polícia de Los Angeles Jon Kavanaugh.
Whitaker foi o quarto ator negro a ser agraciado com o Oscar, juntando-se a Sidney Poitier, Denzel Washington e Jamie Foxx, Whitaker também é detentor de um Globo de Ouro de um Prêmio BAFTA.
Em 2011 conseguiu o papel principal no elenco da série dramática Criminal Minds: Suspect Behavior, da CBS, porém o projeto não deu certo.

## Biografia
Forest nasceu em Longview, no Texas, mas se mudou com a famiília para Los Angeles, na área de South Central, quando tinha quatro anos. Em 1996 casou-se com a atriz Keisha Nash, que conheceu nas filmagens de Blown Away, de 1994. O casal têm quatro filhos: Ocean, de um relacionamento passado de Whitaker, Autumn, de um relacionamento passado de Keisha e as duas filhas do casal, Sonnet and True.
Whitaker estuda ioga e é faixa preta em karatê. Ele, que é vegetariano, fez um anúncio, junto com sua filha, True, para a PETA (People for the Ethical Treatment of Animals), promovendo o vegetarianismo.
Em 2008 deu apoio público à campanha do então senador Barack Obama à presidência dos Estados Unidos.
A ptose que Whitaker tem em seu olho esquerdo tem sido chamada de "intrigante" por alguns críticos, que dizem que isto lhe dá "um pacato e contemplativo olhar". Whitaker explicou que esta condição é hereditária e que já considerou se submeter a uma cirurgia, não por razão estética, mas porque isto afeta sua visão.

## Carreira

### Como ator
| Ano  | Título                            | Título em português                                         | Papel                  | Obs. |
| ---- | --------------------------------- | ----------------------------------------------------------- | ---------------------- | --- |
| 1982 | Tag: The Assassination Game       |                                                             | Guarda-costas de Gowdy | |
| 1982 | Fast Times at Ridgemont High      | br: Picardias Estudantis pt: Viver Depressa                 | Charles Jefferson      | |
| 1985 | Vision Quest                      | br: Em Busca da Vitória pt: Vontade de Viver                | Balldozer              | |
| 1985 | North and South                   |                                                             | Cuffey                 | |
| 1986 | The Color of Money                | br/pt: A Cor do Dinheiro                                    | Amos                   | |
| 1986 | North and South, Book II          |                                                             | Cuffey                 | |
| 1986 | Platoon                           | pt: Platoon - Os Bravos do Pelotão                          | Big Harold             | |
| 1987 | Stakeout                          |                                                             | Jack Pismo             | |
| 1987 | Good Morning, Vietnam             | br: Bom Dia, Vietnã pt: Bom Dia, Vietname                   | Edward Garlick         | |
| 1988 | Bird                              | br: Bird pt: Fim do Sonho                                   | Charlie 'Bird' Parker  | Indicado — Globo de Ouro de melhor ator - filme de drama |
| 1988 | Bloodsport                        | br: O Grande Dragão Branco pt: Força Destruidora            | Rawlins                | |
| 1989 | Johnny Handsome                   |                                                             | Dr. Steven Fisher      | |
| 1990 | Downtown                          |                                                             | Dennis Curren          | |
| 1991 | Diary of a Hitman                 | br: Dominada pelo Medo                                      | Dekker                 | |
| 1991 | A Rage in Harlem                  |                                                             | Jackson                | |
| 1992 | Article 99                        |                                                             | Dr. Sid Handleman      | |
| 1992 | The Crying Game                   | br: Traídos pelo Desejo pt: Jogo de Lágrimas                | Jody                   | |
| 1992 | Consenting Adults                 | br: Jogos de Adultos pt: Só Para Adultos                    | David Duttonville      | |
| 1993 | Bank Robber                       |                                                             | Policial Battle        | |
| 1993 | Body Snatchers                    |                                                             | Major Collins          | |
| 1994 | Blown Away                        |                                                             | Anthony Franklin       | |
| 1994 | Prêt-à-Porter                     | br: Prét-à-Porter pt: Pronto a Vestir                       | Cy Bianco              | Prêmio do National Board of Review de melhor elenco |
| 1994 | Jason's Lyric                     |                                                             | Maddog                 | |
| 1995 | Species                           | br: A Experiência pt: Espécie Mortal                        | Dan Smithson, Empath   | |
| 1995 | Smoke                             |                                                             | Cyrus Cole             | |
| 1996 | Phenomenon                        | br: Fenômeno pt: Fenómeno                                   | Nate Pope              | |
| 1998 | Body Count                        |                                                             | Crane                  | |
| 1999 | Ghost Dog: The Way of the Samurai | br: Ghost Dog pt: Ghost Dog: O Método do Samurai            | Ghost Dog              | |
| 1999 | Light It Up                       | br: Um Grito Por Justiça                                    | Policial Dante Jackson | |
| 2000 | Battlefield Earth                 | br: A Reconquista pt: Terra: Campo de Batalha               | Ker                    | Indicado - Framboesa de Ouro de pior ator coadjuvante |
| 2000 | Four Dogs Playing Poker           |                                                             | Sr. Ellington          | |
| 2001 | The Fourth Angel                  |                                                             | Agente Jules Bernard   | |
| 2001 | The Follow                        |                                                             | O Empregador           | não-creditado |
| 2001 | Green Dragon                      |                                                             | Addie                  | |
| 2002 | Panic Room                        | br: O Quarto do Pânico pt: Sala de Pânico                   | Burnham                | |
| 2002 | Phone Booth                       | br: Por um Fio pt: Cabine Telefónica                        | Capitão Ed Ramey       | |
| 2004 | First Daughter                    | br: A Filha do Presidente pt: A Filha da América            | Narrador               | Também dirigiu |
| 2005 | A Little Trip to Heaven           |                                                             | Abe Holt               | |
| 2005 | American Gun                      |                                                             | Carter                 | Indicado — Independent Spirit Award de melhor ator |
| 2005 | Mary                              |                                                             | Ted Younger            | |
| 2006 | Even Money                        |                                                             | Clyde Snow             | |
| 2006 | The Marsh                         |                                                             | Geoffrey Hunt          | |
| 2006 | Everyone's Hero                   |                                                             | Lonnie Brewster        | Voz |
| 2006 | The Last King of Scotland         |                                                             | Idi Amin               | Oscar de melhor ator Prêmio BAFTA de melhor ator em papel principal BET Award de melhor ator Prêmio da Broadcast Film Critics Association de melhor ator Globo de Ouro de melhor ator - longa-metragem de drama Prêmio do Kansas City Film Critics Circle de melhor ator Prêmio da Las Vegas Film Critics Society de melhor ator Prêmio do London Film Critics Circle de melhor ator Prêmio da Los Angeles Film Critics Association de melhor ator NAACP Image Award de ator de destaque em longa-metragem Prêmio do National Board of Review de melhor ator Prémio da National Society of Film Critics de melhor ator Prêmio do New York Film Critics Circle de melhor ator Prêmio da Online Film Critics Society de melhor ator Prêmio da Phoenix Film Critics Society de melhor ator Prêmio do Screen Actors Guild de performance de destaque de ator em papel principal Prêmio da Washington D.C. Area Film Critics Association de melhor ator Indicado — British Independent Film Award de melhor ator |
| 2007 | The Air I Breathe                 | br: Ligados pelo Crime                                      | Happiness              | |
| 2007 | Ripple Effect                     |                                                             | Philip                 | |
| 2007 | The Great Debaters                |                                                             | James L. Farmer, Sr.   | |
| 2008 | Vantage Point                     | br: Ponto de Vista pt: Ponto de Mira                        | Howard Lewis           | |
| 2008 | Street Kings                      | br/pt: Os Reis da Rua                                       | Cap. Jack Wander       | |
| 2008 | Dragon Hunters                    |                                                             | Lian Chu               | Voz — versão em inglês |
| 2009 | Powder Blue                       |                                                             | Charlie                | |
| 2009 | Winged Creatures                  | br: O Efeito da Fúria                                       | Charlie Archenault     | |
| 2009 | Where the Wild Things Are         | br: Onde Vivem os Monstros pt: O Sítio das Coisas Selvagens | Ira                    | Voz |
| 2009 | Lullaby for Pi                    |                                                             | George                 | |
| 2009 | Hurricane Season                  |                                                             | Al Collins             | |
| 2010 | Repo Men                          | br: Repo Men: O Resgate de Órgãos                           | Jake Freivald          | |
| 2010 | My Own Love Song                  |                                                             | Joey                   | |
| 2010 | The Experiment                    |                                                             | Barris                 | |
| 2010 | Our Family Wedding                |                                                             | Bradford Boyd          | |
| 2011 | Catch .44                         |                                                             | Ronny                  | |
| 2013 | Black Nativity                    | Black Nativity - Uma Jornada Inesquecível                   | Reverendo Cornell      | |
| 2014 | Taken 3                           | Busca Implacável 3                                          | Franck Dotzler         | |
| 2015 | Roots                             | Raízes                                                      | Fiddler                | |
| 2015 | Southpaw                          | Nocaute                                                     | Titus Wills            | |
| 2016 | Rogue One: Uma História Star Wars |                                                             | Saw Gerrera            | |
| 2017 | The Forgiven                      | Os Perdoados                                                | Arcebispo Desmond Tutu | |
| 2018 | Black Panther                     | Pantera Negra                                               | Zuri                   | |
| 2018 | Burden                            | prt: Burden - A Redenção bra: Burden                        | rev. Kennedy           | |

### Como diretor
| Ano  | Título            | Título em português | Papel |
| ---- | ----------------- | ------------------- | ----- |
| 1993 | Strapped          |                     |       |
| 1995 | Waiting to Exhale |                     |       |
| 1998 | Hope Floats       |                     |       |
| 2004 | First Daughter    |                     |       |

### Televisão
| Ano           | Tútulo                                           | Papel                      | Obs.                                            |
| ------------- | ------------------------------------------------ | -------------------------- | ----------------------------------------------- |
| 1982          | Making The Grade                                 |                            | Episódio "Marriage David Style"                 |
| 1983          | Cagney & Lacey                                   | Administrador noturno      | Episódio "The Grandest Jewel Thief of Them All" |
| 1984          | Trapper John, M.D.                               | Lewis Jordan               | Episódio "School Nurse"                         |
| 1984          | Hill Street Blues                                | Floyd Green                | Episódio "Blues for Mr. Green"                  |
| 1985          | Diff'rent Strokes                                | Herman                     | Episódio "Bully for Arnold"                     |
| 1985          | The Grand Baby                                   |                            | Filme para a televisão                          |
| 1985          | The Fall Guy                                     | Amigo                      | Episódio "Spring Break"                         |
| 1986          | Amazing Stories                                  | Jerry                      | Episódio "Gather Ye Acorns"                     |
| 1987          | Hands of a Stranger                              | Sargento Delaney           | Filme para a televisão                          |
| 1990          | Criminal Justice                                 | Jessie Williams            | Filme para a televisão                          |
| 1993          | Lush Life                                        | Buddy Chester              | Filme para a televisão                          |
| 1993          | Last Light                                       | Fred Whitmore              | Filme para a televisão                          |
| 1994          | The Enemy Within                                 | Cel. MacKenzie 'Mac' Casey | Filme para a televisão                          |
| 1996          | Rebound: The Legend of Earl "The Goat" Manigault | Sr. Rucker                 | Filme para a televisão                          |
| 1999          | Witness Protection                               | Steven Beck                | Filme para a televisão                          |
| 2001          | Feast of All Saints                              | Daguerreotipista Picard    | Filme para a televisão                          |
| 2003          | Deacons for Defense                              | Marcus Clay                | Filme para a televisão                          |
| 2002– 2003    | The Twilight Zone                                | Apresentador / narrador    | 44 episódios                                    |
| 2006– 2007    | ER                                               | Curtis Ames                | 6 episódios                                     |
| 2006– 2007    | The Shield                                       | Ten. Jon Kavanaugh         | (temporadas 5 e 6)                              |
| 2007– 2009    | American Dad!                                    | Turlington                 | 3 episódios                                     |
| 2010          | Criminal Minds                                   | Sam Cooper                 | Episódio "The Fight"                            |
| 2011          | Criminal Minds: Suspect Behavior                 | Sam Cooper                 | spin-off                                        |
| 2013          | The Butler                                       | Cecil Gaines               |                                                 |
| 2017          | Empire                                           | Eddie Barker               | 4ª e 5ª temporada                               |
| 2019–presente | Godfather of Harlem                              | Bumpy Johnson              | Protagonista                                    |